# Велосипедный руль
Велосипе́дный руль — деталь велосипеда, с помощью которого он удерживается в равновесном состоянии и направляется в нужную сторону. Также руль является основной точкой опоры велосипедиста, наряду с седлом и педалями. На руле традиционно монтируется дополнительное оборудование:
- эргономичные трубчатые насадки на концы руля в зоне хвата — так называемые грипсы;
- звуковой сигнал или органы управления им;
- органы управления трансмиссией при наличии таковой — манетки;
- рычаги управления тормозной системой в случае использования ручных тормозов.

Наряду с этим, в зависимости от требований правил дорожного движения и предпочтений велосипедиста, на руле может устанавливаться другое дополнительное оборудование, например:
- передний белый катафот и/или фара;
- зеркало или зеркала заднего вида;
- велокомпьютер;
- дополнительные ручки или удлинения руля;
- держатели для телефона, навигатора, карты, бутылки с водой, переднего багажника или любого другого необходимого велосипедисту оборудования;
- талисманы, фенечки, украшения, иконки и т. п.

В простой речи велосипедный руль называют просто «руль».

## История
Впервые руль появился в 1817 году на прототипе современного велосипеда — дрезине, изобретённой Карлом Дрезом. Рули велосипедов на тот момент делали из дерева и стали. Они имели прямую форму и крепились не к выносу, которого на тот момент не существовало, а к специальной рулевой подставке. К 1880-м годам стали популярны изогнутые рули. С появлением первых велогонок руль постоянно видоизменялся, и постепенно к 1920 году появился шоссейный руль, или, как его называют в народе, «бараньи рога» или руль «баран». К 1935 году в производстве стал применяться алюминий. Он был очень лёгок, но большинство потребителей считало его небезопасным, из-за этого производство алюминиевых рулей заморозилось. И только в 1963 году Итальянская компания Cinelli стала применять в производстве велосипедных рулей прочные [[АлюминиевйЭАз
ый сплав|сплавы алюминия]], которые позже утвердились в велосипедной индустрии. Затем, к 1980-м годам, появляются новые типы велосипедов, в связи с этим появляются и новые виды рулей, различные по форме и типу крепления. Также эти годы отмечаются появлением титана и углепластиков, благодаря которым производителям удалось сильно снизить вес и повысить жёсткость конструкции.

## Виды рулей

Варианты установки руля

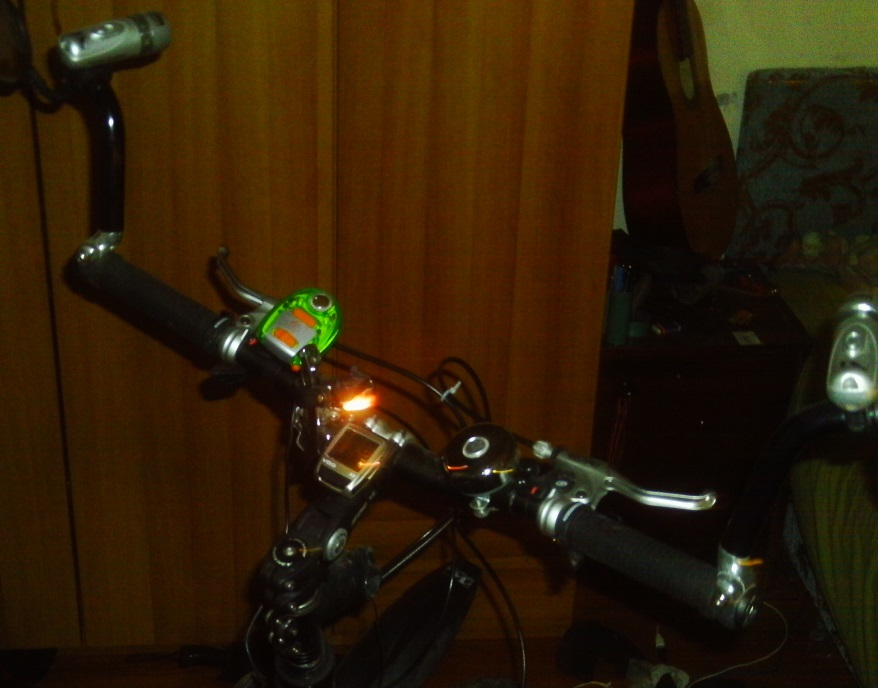
Руль горного велосипеда с рогами

Рули бывают различных типов, предназначенных для определённых видов езды.

### Руль «баран»
Типичный руль для скоростной езды, оснащённый прямой центральной секцией, прикрепленной к выносу, затем изгибаясь с двух сторон сначала вперёд, а потом вниз, после чего изгибается в сторону велосипедиста (нижнее положение). Существуют различные типы. Устанавливается в основном на шоссейные велосипеды. Посадка велосипедиста — сильный наклон вперед. Это позволяет улучшить аэродинамику.

### Прямой руль
Данный руль представляет собой прямую или слегка изогнутую у рукояток трубу. Устанавливается в основном на горные или гибридные велосипеды. Большие рычаги и средний наклон посадки обеспечивает лучший контроль велосипеда на пересеченной местности. Типичное применение — экстремальные горные дисциплины и кросс-кантри.

### Руль для BMX
Дисциплина BMX накладывает особые требования к прочности и жёсткости руля, к чёткости управления велосипедом. Реализация этих требований обеспечивается особой формой рулей для BMX.
Для улучшения управляемости рули для BMX изготавливаются с высоким подъёмом ручек от зоны крепления руля (от 12 до 20 см) в выносе и несколько меньшим разлётом ручек, чем у стандартных рулей. Это позволяет обеспечить велосипедисту посадку близкую к вертикальной, так что руки велосипедиста оказываются ненагруженными, что облегчает руление, особенно при выполнении сложных трюков.
Для повышения жёсткости и прочности поднятые рога руля примерно на уровне ручек соединяются горизонтальной перемычкой, так что образуется жёсткая трапеция. Крепление перемычки, как правило, выполняется сваркой.
В условиях, когда почти все современные велосипеды конструируются под спортивную посадку с упором на руки, использование рулей BMX совместно с соответствующими рулевыми выносами является, пожалуй, единственным способом кардинально изменить тип посадки на любом произвольно взятом велосипеде.

### Рули дорожных и прогулочных велосипедов
Поскольку данные типы велосипедов ориентированы на комфортную езду с небольшими скоростями, малыми конструктивными нагрузками и, как правило, на неподготовленного седока, требования к прочности руля гораздо мягче, чем в предыдущих группах. В то же время дорожный руль должен обеспечить более вертикальную посадку с целью разгрузить руки и улучшить обзор, потому подъём его в среднем больше, чем у спортивных. Также прогулочные рули часто выполняются значительно шире как спортивных, так и дорожных, чтобы уменьшить усилия управления (при некотором ухудшении оперативности) и подчеркнуть элементы стиля. Рули детских дорожных велосипедов часто имеют ещё больший подъём с целью расширения диапазона регулировки "на вырост", в том числе по расстоянию до седла.

## Типоразмеры
При выборе руля необходимо учитывать несколько параметров:
- ширина,
- установочный диаметр,
- углы загиба.

Наиболее популярные диаметры рулей:
- 25,4 мм (1 дюйм) — простые дорожные велосипеды и велосипеды для кросс-кантри,
- 31,8 мм (1¼ дюйма) — большинство горных велосипедов AM и DH,
- 26 мм и 31,8 мм — шоссейные рули.

Современные рули подчас делают переменного сечения. Диаметр 31,8 мм, как правило, характеризует лишь посадочное место крепления руля в выносе. Концевые участки руля, предназначенные для установки дополнительного оборудования, грипсов и хвата руками, обычно имеют меньший диаметр.

## Покрытие или обмотка руля
На руль для комфортной езды надевают мягкие ручки (жарг. «грипсы»). Шоссейные рули обычно обматывают лентой.

## Материалы
Наиболее часто велосипедный руль изготавливают из алюминиевых сплавов, также используются сталь, углепластик или титан.